# Pfarrhaus (Wildsteig)

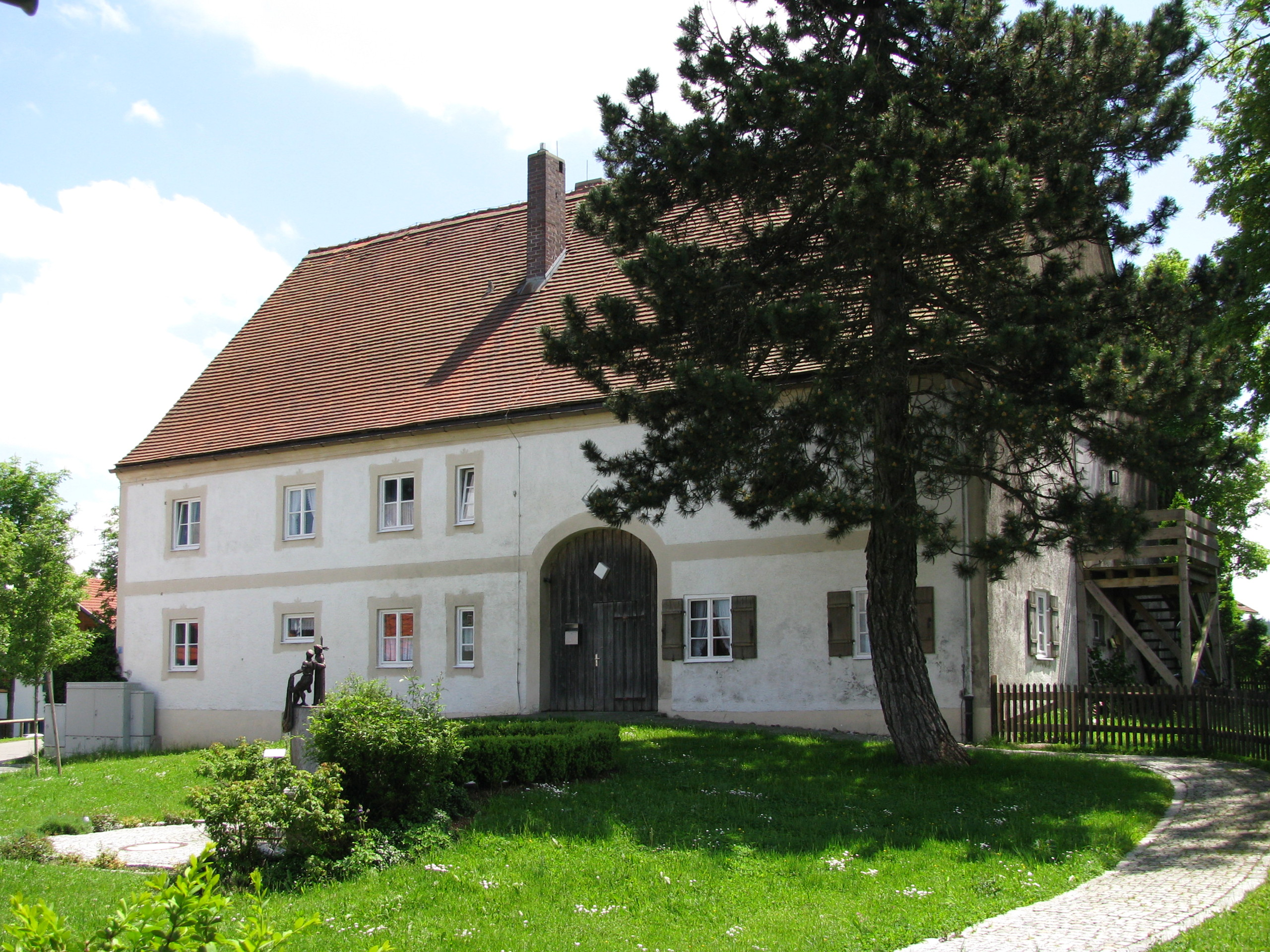
Pfarrhaus in Wildsteig

Das katholische Pfarrhaus in Wildsteig, einer Gemeinde im oberbayerischen Landkreis Weilheim-Schongau, wurde 1808/09 errichtet. Das Pfarrhaus an der Kirchbergstraße 34 ist ein geschütztes Baudenkmal. 
Das zweigeschossige Gebäude mit Satteldach besitzt ein rundbogiges Einfahrtstor.